# Batalla del Monte Tabor
La batalla del Monte Tabor fue un enfrentamiento entre una parte del Ejército francés de Oriente al mando del general Jean-Baptiste Kléber y un numeroso ejército de otomanos al mando de Ahmed Bajá, gobernador de Damasco.
A principios de 1799, mientras Napoleón Bonaparte continúa el sitio francés de Acre, el general Kléber llega al Monte Tabor realizando un reconocimiento de la zona, siendo atacado por las fuerzas del militar otomano Ahmed, organizando su defensa con tan solo mil quinientos hombres, formados en cuadros que logran repeler al enemigo durante unas ocho horas. El general Junot, al tener noticias del ataque, acude en ayuda de Kléber, abandonando Nazaret, que había sido ocupada. Pero su ayuda sirve de poco, puesto que ambos contingentes suman dos mil hombres frente a veinticinco mil árabes.
Cuando estaban a punto de quedarse sin munición, Napoleón llega desde Acre con dos mil quinientos hombres y dos cañones de refuerzo, sorprendiendo por completo a los turcos, que huyen, fracasando su intento de socorrer a la guarnición cercada; pero los sitiadores no consiguen con esta victoria ninguna ventaja estratégica ante ella o el resto de Siria.
Los franceses solo tienen trescientos muertos y sesenta heridos; las bajas otomanas se desconocen.